# Matka łez
Matka łez (wł. La terza madre; ang. The Mother of Tears) – włosko-amerykański film fabularny (horror z wątkami fantasy) z 2007 roku, wyreżyserowany przez Daria Argenta. Zdjęcia kręcono w Rzymie i Turynie.
Ostatni film z „trylogii Trzech Matek” Argento. Projekt powstał blisko trzy dekady po wydaniu drugiej części, Inferno (1980), zasadniczo z powodu problemów w realizacji scenariusza oraz przez mniejsze zainteresowanie Inferno niż pierwszym elementem tryptyku − klasycznymi Odgłosami (1977).
Matka łez zebrała negatywne recenzje krytyków oraz poniosła porażkę komercyjną.

## Obsada
- Asia Argento − Sarah Mandy
- Daria Nicolodi − Elisa Mandy
- Udo Kier − Ojciec Johannes
- Cristian Solimeno − detektyw Enzo Marchi
- Valeria Cavalli − Marta Colussi
- Adam James − Michael Pierce
- Coralina Cataldi-Tassoni − Giselle Mares
- Jun Ichikawa − Katerina
- Silvia Rubino − Elga
- Tommaso Banfi	− Ojciec Milesi
- Paolo Stella − Julian
- Moran Atias − Mater Lachrymarum (Matka Łez)
- Robert Madison − detektyw Lissoni
- Philippe Leroy − Guglielmo De Witt
- Lynn Swanson − siostra zakonna

## Linki zewnętrzne

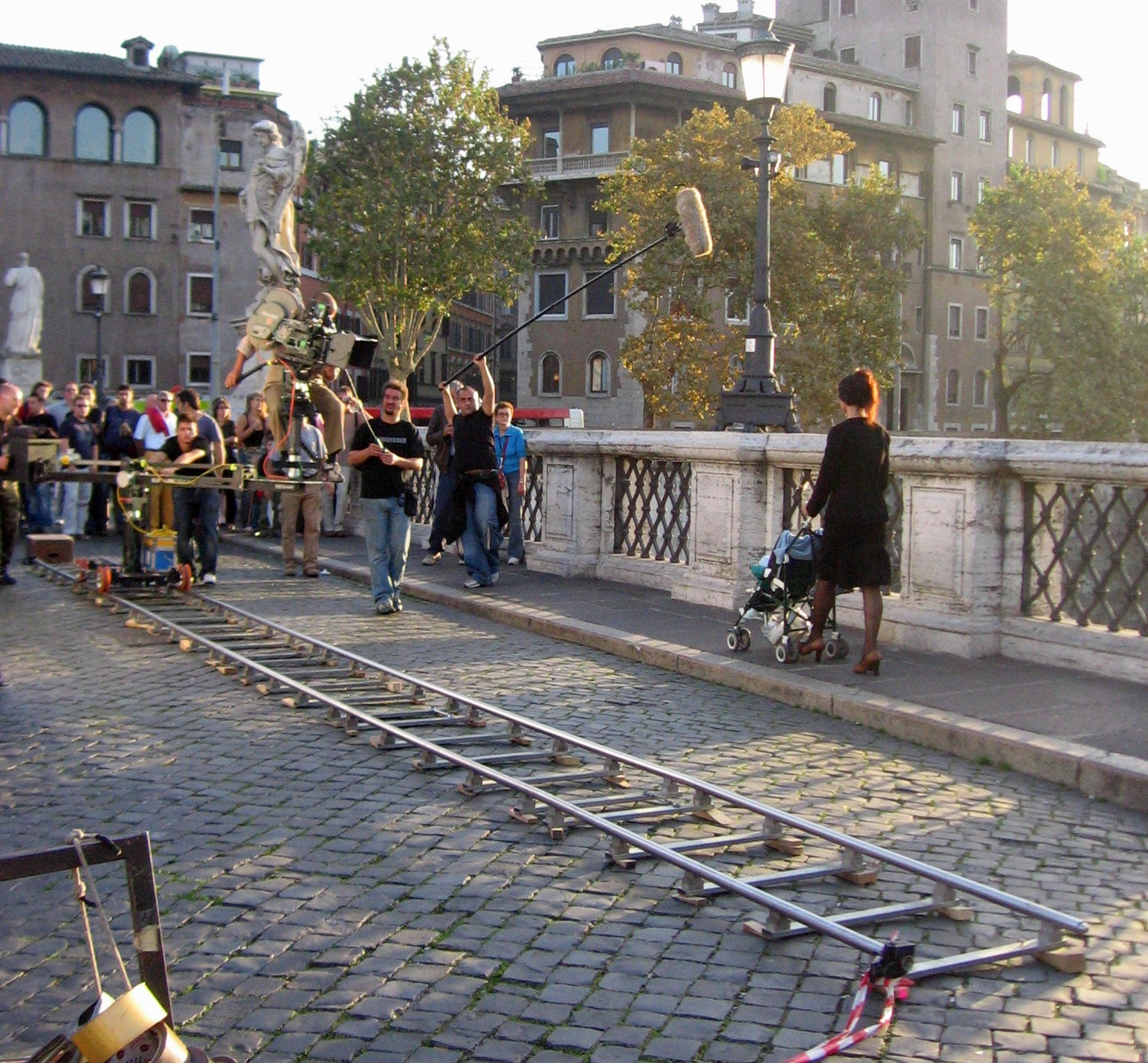
Realizacja zdjęć do filmu; październik 2006.